# Цена (Одни из нас)
«Цена» (англ. Price) — шестой эпизод второго сезона американского постапокалиптического телесериала «Одни из нас». Соавтор сериала Нил Дракманн стал режиссёром эпизода, сценарий к которому он написал вместе с Хэлли Гросс и Крэйгом Мэйзином. Премьера эпизода состоялась 18 мая 2025 года на канале HBO. В эпизоде рассказывается история о Джоэле (Педро Паскаль) и Элли (Белла Рамзи) на протяжении нескольких лет в Джексоне, Вайоминг, когда они празднуют дни рождения Элли, и она начинает подозревать Джоэла во лжи.
Этот эпизод был второй режиссёрской работой Дракманна в сериале. Он оценил то, что в эпизоде больше внимания уделяется драме, чем экшену. Некоторые сцены были адаптировано непосредственно из видеоигры, но в другом порядке; эпизод состоит из нескольких последовательных флэшбэков, что контрастирует с их разрозненной структурой в игре. Критики сочли этот эпизод лучшим в сезоне, высоко оценив режиссуру Дракманна, сценарий, а также химию между Паскалем и Рамзи и их выступления. На линейном телевидении эпизод посмотрели 701 000 зрителей.

## Сюжет
В 1983 году молодые Джоэл и Томми живут в страхе перед своим жестоким отцом Хавьером; после того, как Томми обманули, когда он пытался купить марихуану, Джоэл спровоцировал драку, и они оба попали в неприятности. Хавьер не избивает их, а наоборот даёт Джоэлу пиво и рассказывает, что в детстве его собственный отец обращался с ним ещё более жестоко. Поделившись чувством вины за своё собственное жестокое обращение, Хавьер выражает надежду, что Джоэл будет лучше относиться к своим собственным детям.
Через два месяца после прибытия в Джексон, Вайоминг, Элли обжигает руку, чтобы замаскировать укус. На её день рождения Джоэл дарит ей торт и сделанную на заказ гитару. Элли просит его исполнить песню, и он поёт «Future Days». На её шестнадцатый день рождения Джоэл приводит Элли в заброшенный музей, где она взбирается на статую динозавра. Сев в модуль «Аполлона-15», она слушает кассету с записью взлёта «Аполлона-11» и представляет, как она отправляется в космос. На её семнадцатый день рождения Джоэл заходит в комнату Элли после того, как она покурила марихуаны и вступила в интимную связь с Кэт, которая сделала на руке Элли татуировку мотылька. Элли делится своим намерением переехать в гараж; они спорят, но Джоэл уступает, и дистанция между ними растёт.
В её девятнадцатый день рождения, по мере того, как подозрения Элли относительно истории Джоэла о Цикадах увеличиваются, Джоэл позволяет ей присоединиться к нему в патрулировании. Они встречают Юджина, которого укусили, и он умоляет Джоэла позволить ему увидеть свою жену Гейл, прежде чем он обратится. Элли убеждает Джоэла согласиться на это, и он обещает ей, что они так и поступят. Пока она собирает лошадей, Джоэл отводит Юджина подальше и убивает его, что замечает Элли. В Джексоне Джоэл лжёт Гейл, говоря ей, что Юджин покончил с собой, однако Элли, поняв, что он много лет назад солгал ей про Цикад, в гневе разоблачает его ложь перед потрясённой Гейл.
После новогодней вечеринки Элли присоединяется к Джоэлу на крыльце его дома. Она требует рассказать правду о том, что произошло с Цикадами. Джоэл сквозь слёзы признаётся, что он убил Цикад, чтобы спасти жизнь Элли, помешав им найти лекарство. Разъярённая Элли говорит, что он эгоистично лишил её главной миссии в жизни. Джоэл признаётся, что ни о чём не жалеет, потому что он любит её, и говорит, что надеется, что она будет лучше обращаться своими детьми. Она говорит, что не думает, что сможет простить его, но готова попытаться.
В 2029 году, после того, как она пытала Нору, Элли возвращается в театр.

## Производство

### Разработка и сценарий

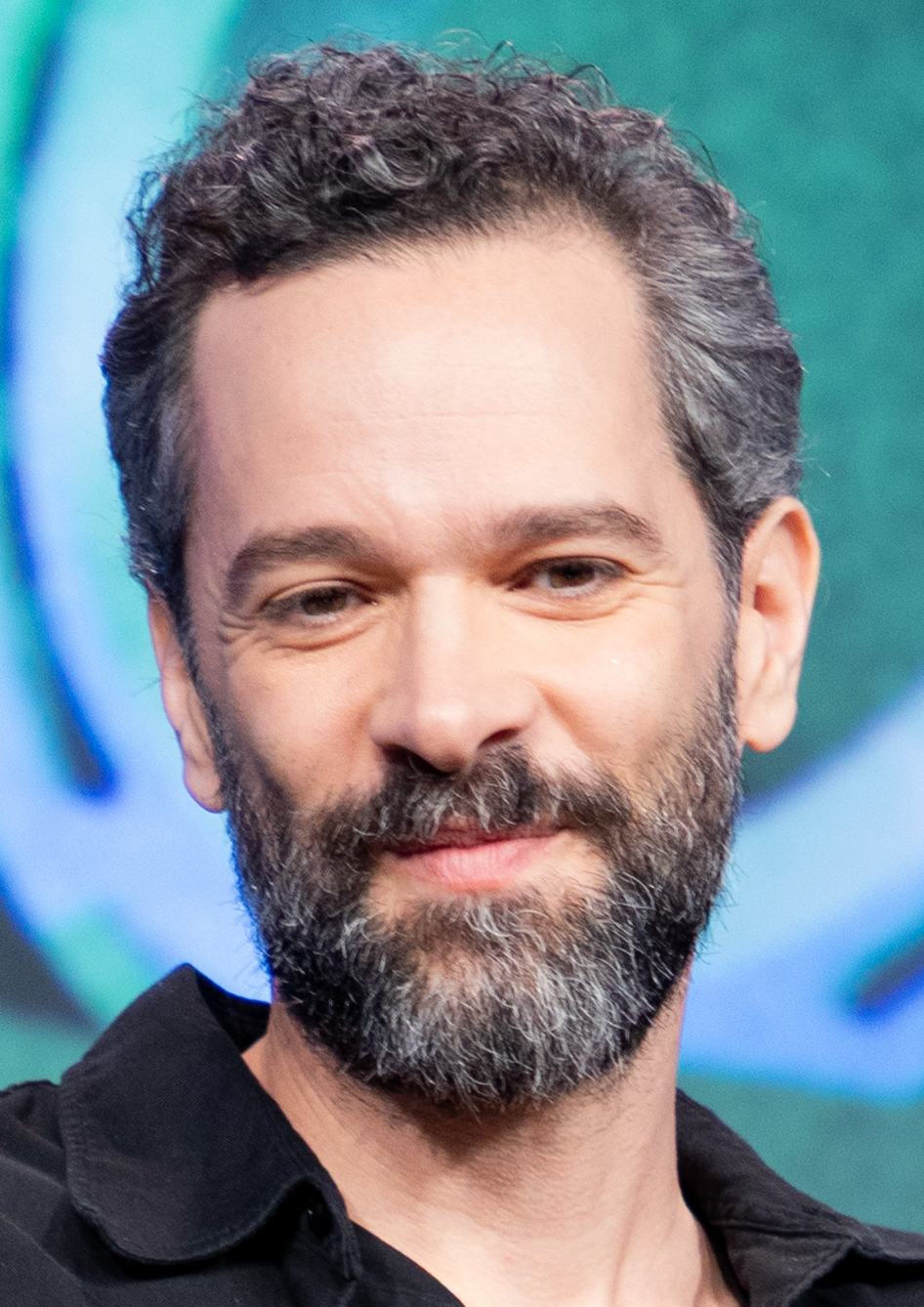
«Цена» был вторым эпизодом «Одних из нас», снятым соавтором Нилом Дракманном

Режиссёром «Цены» стал соавтор сериала «Одни из нас» Нил Дракманн, сценарий к которой он написал вместе с Хэлли Гросс и Крэйгом Мэйзином. Дракманн был одним из режиссёров видеоигры The Last of Us Part II (2020), на которой основан второй сезон, и сценарий к которой он написал вместе с Гросс. Об участии Гросс в сериале было объявлено в июле 2023 года; её также назначили со-исполнительным продюсером сезона. Она и Дракманн написали первоначальный вариант сценария, после чего Гросс внесла основные правки вместе с Мэйзином, поскольку Дракманн был занят своей работой в Naughty Dog; Когда Мэйзин закончил работу с другими сценариями, он провёл окончательную доработку сценария к шестому эпизоду. Ему нравится писать сценарии самостоятельно, но оценил дополнительные сюрпризы и идеи, которые возникали в результате совместной работы.
Гросс считала «Цену» бутылочным эпизодом, который показывает «лучшие моменты» отношений между Джоэлом и Элли. Сцена, где они надевают шляпы на динозавров в музее (такая сцена была и в игре), была вырезана из эпизода из-за темпа эпизода. Мэйзин чувствовал, что адаптирование некоторых сцен непосредственно из игры — например, сцену с космической капсулой — было необходимым, поскольку в игре уже была представлена лучшая версия.:23:25 Во время пре-продакшена первого сезона Дракманн показал ему эту сцену, какой она была во время разработки игры; Мэйзин заявил, что он сам адаптирует эту сцену, когда придёт время.:4:36 Гросс обнаружила, что линейность телевизионного сценария позволила лучше и глубже сосредоточиться на некоторых сценах.:24:33
Получив удовольствие от режиссуры эпизода из первого сезона, Дракманн захотел вернуться, чтобы снять эпизод во втором сезоне.:11:23 По возвращении он чувствовал себя более уверенно, сославшись на то, что он был знаком с процессом и актёрами. Изначально Дракманн не собирался снимать «Цену» из-за её масштабности и своего ограниченного времени, однако он проникся эпизодом больше после бесед с Мэйзином, Гросс и Педро Паскалем, который исполняет роль Джоэла. Паскаль хотел снова поработать с Дракманном, особенно во время своего последнего полноценного появления в эпизоде, и Дракманну понравилась идея «совершить ещё одно глубокое погружение». Он хотел поработать над эпизодом, где он был одним из сценаристов, и он оценил тот факт, что акцент в «Цене» был на драматических сценах, а не на экшене, что позволило ему «расширить [свои] границы как режиссёра», по сравнению с эпизодом из первого сезона, где акцент был на экшене. Он чувствовал, что этот эпизод «показывает, о чём вся история». Он нервничал по поводу возвращения к сценам, которые он и фанаты считали важными, но он хотел убедиться, что «он сделает их достойно».
В то время как в игре флэшбэки показаны в разные моменты истории и с точки зрения Элли, в «Цене» они показаны последовательно, причём некоторые из них были объединены, и они были показаны с точки зрения Джоэла. Дракманн считал, что последовательный показ флэшбэков делает их более эффектными, поскольку разделение их между эпизодами могло бы привести к путанице среди зрителей. Ближе к концу процесса написания сценариев Мэйзину пришла в голову идея показать большинство флэшбэков в день рождения Элли, чтобы показать заботу Джоэла об Элли, а также течение времени. Он чувствовал, что это позволило флэшбэкам избежать ощущения эпизодичности и вместо этого они стали ощущаться как «бомба замедленного действия», отсчитывающая время до того момента, когда у Элли будет конфронтация с Джоэлом по поводу его лжи.:11:48 Сценаристы решили поместить эпизод ближе к концу сезона по двум причинам: чтобы убедиться, что зрители соскучились по Джоэлу, так как его в последний раз видели во втором эпизоде; и чтобы показать, как далеко зашла Элли, когда она пытала Нору в настоящее время в предыдущем эпизоде, и напомнить зрителям, о чём эта история. Дракманн ощущал, что если бы у каждого из эпизодов были флэшбэки, то они стали бы шаблонными, и он стремился избегать этого.
Флэшбэк с музеем в игре показывает, как Элли начинает сомневаться во лжи Джоэла; в эпизоде это было изменено, поскольку об этом аспекте достаточно сказано в последующих флэшбэках, и сценаристы хотели «избежать повторения одного и того же момента снова и снова». Во флэшбэке в игре показано, как Элли вновь приходит в больницу в Солт-Лейк-Сити; сценаристы посчитали этот ход менее захватывающим и менее реалистичным из-за опасного мира сериала, и они заменили эту сцену на сцену с Юджином после нескольких переписываний. Сценаристом было трудно писать сцены с Юджином, каждый раз пробуя писать разные версии с разным уровнем действий; Гросс обнаружила, что ограниченное экранное время персонажа означало, что «каждая реплика, каждый жест должен иметь значение». Сцена «встала на своё место», когда они поняли, что она должна быть сосредоточена на лжи Джоэла перед Элли и её влиянии на неё. Мэйзин сделал финальную проверку сцены. Дракманн избегал показа насилия в смерти Юджина — даже исключив звук выстрела — поскольку смысл сцены заключался именно во лжи Джоэла; вместо этого он пытался «сделать этот момент как можно более красивым».
В то время как Элли обнаруживает доказательства лжи Джоэла в игре и заставляет его признаться в Солт-Лейк-Сити, в сериале ей не хватает убедительных доказательств, и она заставляет его признаться на крыльце его дома. Гросс чувствовала, что сериал предоставил возможность одновременно рассмотреть флэшбэки с больницей и крыльцом, объединив их в сцену с крыльцом, назвав это «точкой в конце предложения» в понимании Элли лжи Джоэла. Сцена на крыльце показана ближе к концу второй игры; сценаристы решили показать её пораньше в сериале, поскольку они считали, что перерыв между сезонами уменьшил бы её влияние, особенно учитывая повествовательные предпосылки для сцены в премьере второго сезона. Они хотели, чтобы зрители поняли эмоции Элли и её осведомлённость о поступках Джоэла, прежде чем продолжить её историю в настоящем времени в Сиэтле. Сценаристы начали писать со сцены на крыльце в качестве кульминационного момента эпизода, после чего они писали другие флэшбэки так, чтобы они вели к этой сцене. Для каждого флэшбэка они расписали эмоции персонажей, показывая сначала мелкие проблемы — как, например, когда Элли обожгла руку и курила марихуану — прежде чем сосредоточиться на реальной проблеме лжи Джоэла; он пытается дать Элли всё, что она хочет, но это бесполезно, так как это не затрагивает истинную причину их разногласий.
В эпизоде звучит песня группы Pearl Jam «Future Days», которая периодически звучит на протяжении всей игры и которую кратко исполнила Элли в предыдущем эпизоде. Этой песни не существовало в 2003 году, когда начались эпидемия в телесериале; изначально Дракманн стремился придерживаться изменённой хронологи и не использовать песню, и перед началом производства они выбрали несколько альтернативных вариантов. Однако ближе к началу съёмок сценаристы всё же решили использовать «Future Days», считая её эмоциональную связь была более важна, чем историческая достоверность. В этом эпизоде Гейл читает роман Джорджа Р. Стюарта «Земля без людей» (1949), который был использован в исследовательских целях во время разработки оригинальной игры The Last of Us; главный герой романа вдохновил создателей на имя невидимого персонажа Иша в игре.:32:37

### Подбор актёров и персонажи

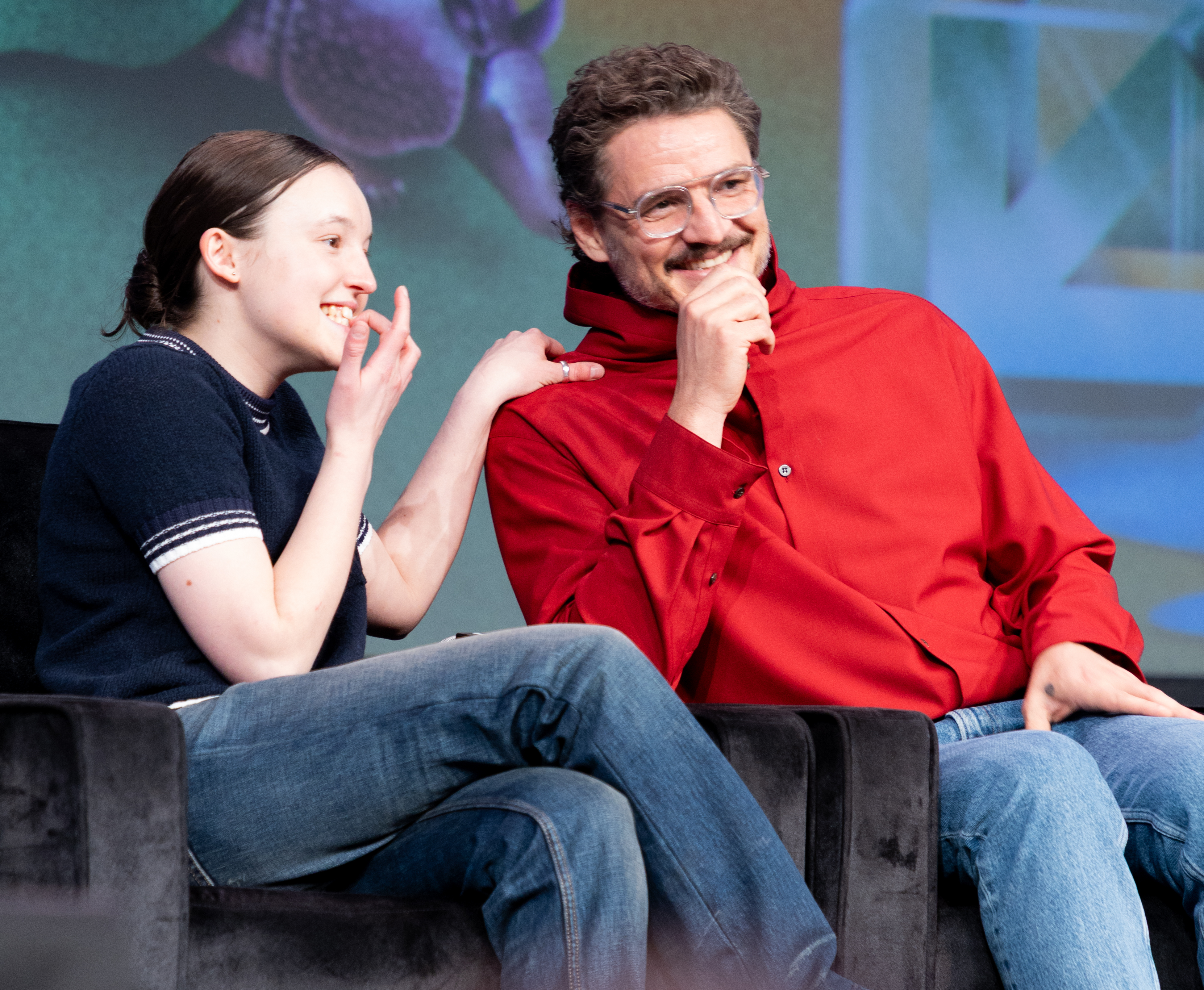
Белла Рамзи (слева) помогала Педро Паскалю (справа) играть на гитаре во время съёмок эпизода

По словам Дракманна, Паскаль нервничал из-за того, что ему надо будет играть на гитаре в этом эпизоде, поскольку у него был небольшой музыкальный опыт, и он хотел «повторить этот момент точно». За время выходных перед началом съёмок он готовился с тренером по вокалу,:15:22 стремясь добиться исполнения, подобного Джонни Кэшу, и используя другой подход, чем Трой Бейкер в игре. Белла Рамзи (исполнительница роли Элли) помогала ему играть на гитаре и подбирать правильные ноты во время съёмок. Они сочли сцену эмоциональной и располагающей, особенно из-за сосредоточенности и неопытности Паскаля. Мэйзин чувствовал, что эта сцена отражает выступление Элли перед Диной в «Дне первом», считая её скорее выражением правды, чем выступлением.:16:17 Рамзи чувствовала, что для Элли «значил много» тот факт, что Джоэл проявил интерес к тому, что она любит, когда они были в сцене с музеем.:5:51 Она была рада снова сыграть более лёгкую версию Элли. Эндрю Диас играет молодого Джоэла в открывающем флэшбэке; ранее он работал с Паскалем в фильме «Мы можем быть героями» (2020), о чём Дракманн не знал. Они искали хорошего актёра, похожего на Паскаля.
Дракманн предпочитал «стоять в сторонке и наблюдать за актёрами», позволяя им играть без особых указаний. Исключением стала сцена на крыльце, во время съёмок которой он рассказал Паскалю о вступительной сцене эпизода с Джоэлом и его отцом, на которой он не присутствовал во время производства. Дракманн не пересматривал версию сцены на крыльце из игры перед съёмками, поскольку он не хотел копировать её; когда он заметил, что Паскаль в роли Джоэла принимает решения, отличающиеся от решений Бейкера в игре, ему «пришлось бороться с определёнными инстинктами, чтобы не воспроизвести эту сцену», желая, чтобы это осталось собственной версией Паскаля. Паскаль ушёл из сериала после второго эпизода, но вернулся для «Цены», ради которой он освободил свой график. Во время съёмок Паскаль испытывал сильные эмоции, особенно ближе к концу производства; после этого он провёл некоторое время на съёмочной площадке, разговаривая с Дракманном и съёмочной группой. Мэйзин вспомнил, что Паскаль и Рамзи естественным образом играют «очень реально круто», что заставило его найти «единственный волшебный дубль», где они играют с полной отдачей в сцене на крыльце. Во время съёмок сцены на крыльце Дракманн плакал и заметил, что другие члены съёмочной группы делали то же самое.:10:08

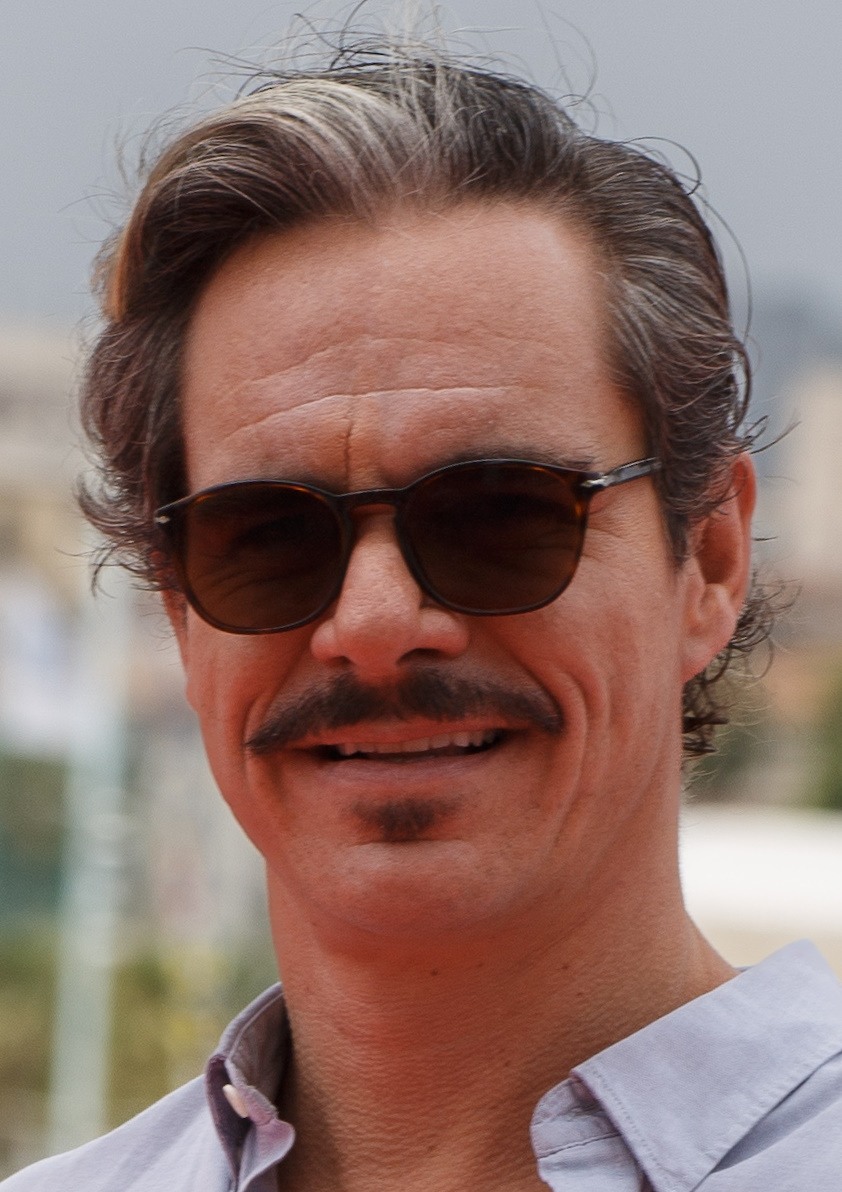
Тони Далтон получил роль Хавьера Миллера, отца Джоэла и Томми

Тони Далтон исполняет роль Хавьера Миллера, отца Джоэла и Томми. Дракманн представлял Далтона в этой роли, когда он писал сцену в сценарии, поскольку ему понравился его персонаж в сериале «Лучше звоните Солу» и он познакомился с ним на церемонии вручения премии «Эмми». Он и Мэйзин рассказали Далтону об этой роли через Zoom, и он сразу проникся энтузиазмом. После работы над «Одними из нас» Далтон получил роль в предстоящей видеоигре от Naughty Dog Intergalactic: The Heretic Prophet, где одним из режиссёров выступил Дракманн. Хавьер носит те же часы, которые позже стали принадлежать Джоэлу; эту деталь предложила добавить Гросс, и это, как посчитали сценаристы, символизирует передачу родительского «программирования» их ребёнку. В ранних версиях сценариях Хавьер был более жестоким, но сценаристам показалось более интересным показать сложным и продемонстрировать его «товарищество» с Джоэлом, осуждая свои поступки и в то же время поддерживая мотивацию, стоящую за ними: защиту своей семьи. В некоторых ранних версиях сценария присутствовала сделка Томми с наркотиками, но сценаристы посчитали, что разговор был важнее.:5:16
Сценаристы хотели, чтобы сцены с Хавьером продемонстрировали, что поведение человека часто отражает поведение его родителей, используя персонажа, чтобы показать «как отрицательные, так и положительные стороны силы воспитания» и его влияние на Джоэла на протяжении всей его жизни. По мере развития сцены Дракманн чувствовал, что речь идёт «не только о травме поколений, но и о восстановлении поколений и надежде», сравнивая это с тем, как он сам пытается исправить ошибки своих собственных родителей, но при этом совершая новые ошибки. Гросс считала эту сцену обрамлением, которое определяет поведение Джоэла позже в эпизоде: он реагирует импульсивно, как и его отец, прежде чем он сознательно замедлится и будет обращаться с Элли более уважительно. Мэйзин считал, что это свидетельствует о развитии нравственности, чувствуя, что родители стали добрее относиться к детям, чем предыдущее поколение.:7:21

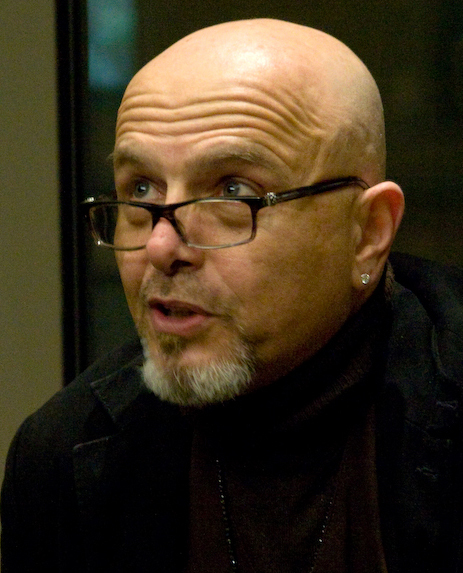
Джо Пантолиано исполняет роль Юджина Линдена

Юджин появляется лишь на фотографии в The Last of Us Part II, когда Элли и Дина находят его заброшенное логово с марихуаной. Сценаристы выдвинули роль Юджина на первый план во втором сезоне, аналогично тому, как они выдвинули Билла и Фрэнка в эпизоде «Долгое-долгое время» в первом сезоне; Дракманн считал, что у персонажа была «довольно поверхностная» роль в игре, тогда как в сериале его роль гораздо теснее связана с отношениями Джоэла и Элли. Мэйзин счёл привлекательным использование существующих персонажей для исполнения определённых ролей в сериале, как, например, связать Юджина с главными героями, и позволить им вплести Гейл в существующее повествование в плане её связей с Джоэлом. Персонаж Юджина был частично основан на Эстер, удалённом из игры персонаже, с которой у Джоэла была романтическая связь; ему пришлось бы убить её после того, как её укусили. У Мэйзина и Дракманна не было на примете конкретного актёра на роль Юджина, пока их кастинг-директор не представил список, в который входил Джо Пантолиано; они сочли его логичным выбором. Когда Пантолиано рассказали о роли, он сначала подумал, что эта роль будет для сериала «Это мы», исполнительным продюсером которого был его друг Кен Олин. Паскаль и Пантолиано познакомились около 25 лет назад, однако последний забыл об этом, пока Паскаль не напомнил ему об этом. О его получении роли Юджина было объявлено 5 марта 2025 года.
По просьбе Дракманна на очках Юджина сделали трещину в форме буквы лямбда, что является отсылкой к логотипу серии видеоигр Half Life. Пантолиано получил роль на более позднем этапе производства, что побудило Дракманна не ставить его рядом с постером Элли к фильму «Матрица» (1999), где Пантолиано исполнил одну из ролей.:55:12 В сценарии в сценах Юджина было больше юмора, однако Дракманн счёл это неуместным после того, как он увидел игру Пантолиано; он был удивлён многогранностью актёра, особенно когда он добавил «невинность и чистоту» в роль, исполняя роль так, как будто он становится больше похожим на ребёнка по мере приближения к смерти. Пантолиано назвал эту роль «самой сложной работой, которая [у него] была за долгое время» из-за ограниченной роли персонажа и его отчаяния. Изначально в сцене, где Гейл даёт пощёчину Джоэлу, было мало диалогов, но во время съёмок Дракманну показалось, что этот момент выглядел «искусственным». Он попросил Кэтрин О’Хару (исполнительницу роли Гейл) в одном дубле накричать на Паскаля; вместо этого она тихо рыдала и умоляла его уйти, что, по мнению Дракманна, «было намного лучше, чем то, о чём [он] просил». С одобрения Паскаля О’Хара дала ему пощёчину за один дубль, который использовали в эпизоде, чтобы избежать комичного эффекта фальшивой пощёчины. Мэйзин считал, что Элли раскрыла Гейл ложь Джоэла, чтобы наказать его, а не для того, чтобы Гейл было плохо.:7:47 Сценаристы решили не показывать вместе Юджина и Гейл, чтобы подчеркнуть их трагедию.

### Съёмки
Производство эпизода началось примерно в мае 2024 года и было завершено к 9 июля. Как и весь остальной сезон, он был снят в Ванкувере. Главный оператор-постановщик сериала Ксения Середа работала над эпизодом. Дракманн чувствовал, что после их работы над первым сезоном у них с Середой сложился определённый рабочий «шифр». Они обеспечили каждому флэшбэку уникальный стиль, чтобы они отличались друг от друга. Для сцены смерти Юджина съёмочная группа более месяца готовила локацию рядом с озером, разбивая лёд и прокладывая дорогу для транспортировки людей и оборудования. Когда съёмки должны были начаться после того, как растает лёд, в этом месте появился «библейский уровень насекомых», которых вдыхали члены съёмочной группы, и им потребовалась защитная одежда. Команда нашла близлежащую локацию, где съёмки проходили в другой день, и к тому времени Пантолиано заболел гриппом. Сцены с Паскалем были отсняты, а сцены с Пантолиано были сняты позже с участием фото-дублёра. Когда Джоэл рассказывает Гейл о смерти Юджина, Середа осветила сцену так, чтобы это было похоже на «синий час», с оттенками розового цвета, чтобы отразить её печаль.:6:08
Художник-постановщик Дон Макоули и его команда сконструировали командный модуль «Аполлона» для этого эпизода, слегка увеличив его размеры по сравнению с оригинальным дизайном. Они начали с небольшой модели, напечатанной на 3D-принтере, чтобы определить подходящие съёмные детали, прежде чем перейти к полноразмерной версии из пенопласта. Макоули использовал диаграммы и чертежи модуля НАСА, пытаясь воспроизвести его внешний вид из игры. Он специально создавал декорации с учетом освещения игры. Арне Майер и Элисон Мори — руководитель отдела коммуникаций и менеджер студии Naughty Dog соответственно — посетили съёмочную площадку во время съёмок и расплакались, увидев космическую капсулу, поскольку они годами работали над игрой. Интерьер капсулы был построен на другой площадке, и для этого пришлось построить съёмные стены, чтобы можно было размещать камеры и съёмочную группу. Маколей обнаружил, что разработка деталей интерьера, таких как кресла, светильники и панели, требует много времени, но их можно быстро монтировать. Для освещения интерьера были протестированы светодиодные экраны, но в итоге они использовали синие экраны.
Дракманн и Середа потратили много времени на подготовку к съемкам сцены. Съёмки внутри модуля были технически сложными, для освещения требовались две съёмочные группы на кранах, а для движения — гидравлические механизмы; Дракманн назвал это «похожим на танцевальную хореографию» и каждые несколько дней он встречался с Середой, чтобы обсудить различные элементы сцены. Середа начала первой работать над сценой, и она использовала версию сцены из игры в качестве вдохновения для освещения, поскольку она чувствовала, что оно уже было эффективным.:1:39 Несколько дублей не совпадали по времени, прежде чем всё получилось так, как планировалось. Цель Дракманна заключалась не в том, чтобы подражать версии сцены из игры, и он побуждал Середу снимать разные кадры, такие как профиль Элли, демонстрирующий её радость, и преломление света, что, по мнению Дракманна, было «очень красиво составленным кадром». Он также заметил слезу на щеке Джоэла, спонтанность которой невозможно передать в игре; он и монтажёр Саймон Смит сразу же захотели включить этот дубль в эпизод. Дракманн счёл эту реакцию — плач от радости своего ребёнка — понятной как родителю. Рамзи визуализировала себе то, как она отправляется в космос во время съёмок.
Макоули воссоздал точную работающую модель Солнечной системы из игры, хотя ранее он не был знаком с таким устройством. Вместе со своей командой он создал музей динозавров (с шестью или семью скелетами динозавров), луноход, модель Луны и экспозицию ракет, однако ничего из этого не попало в финальную версию эпизода. Модель тираннозавра была приобретена в Китае; Дракманн и Середа взобрались на неё, как это делает Элли в эпизоде; Рамзи использовала страховочный пояс, когда она взбиралась на модель.:3:32 Коридор музея был обит чёрным бархатом и украшен стразами и прочими искусственными бриллиантами, которые купил один из арт-директоров в бюджетном магазине, чтобы проверить освещение. Середа посчитала, что эту сцену трудно снимать из-за освещения.:3:45 Рамзи темнота показалась захватывающей, сказав, что «в этот момент [она] меньше всего чувствовала, что [она была] на съёмочной площадке».
Дракманн и Середа посетили съёмочную площадку примерно за неделю до начала съёмок, чтобы определить, где снимать сцену игры Джоэла на гитаре; они обнаружили, что силуэты персонажей прекрасно обрисовывались на кухонном столе.:15:34 Для сцены ссоры Джоэла и Элли после того, как он застукал её с Кэт, Дракманн испробовал несколько подходов актёров, когда они исполняли и показывали разные уровни гнева, пока он не нашёл эффективную золотую середину. Когда Рамзи исполнила дубль, где Элли стоит спиной к Джоэлу, пока он захлопывает дверь, Дракманн изменил режиссуру позирования актёров, чтобы запечатлеть этот дубль, предпочитая следовать естественным реакциям актёров, а не заранее составленному плану. Вечеринка в честь кануна Нового года, которая была первоначально показана в премьерном эпизоде второго сезона, была переснята для «Цены» и снята с точки зрения Джоэла, что Дракманн сравнил с фильмом «Назад в будущее 2» (1989), где были пересняты сцены из оригинального фильма. Чтобы было с чем сравнивать, на дополнительном мониторе у него была оригинальная работа Мэйзина над премьерным эпизодом. Середе было легко воспроизвести освещение, поскольку она также работала над премьерой. Один полный съёмочный день был посвящён сцене на крыльце. Дракманн и Середа хотели, чтобы в кадре чувствовалась теплота, которая была достигнута благодаря яркому освещению дома Джоэла. Рамзи почувствовала, что это был «возможно самый честный момент во всём сериале», вспомнив, что во время съёмок ей казалось, будто «кроме Паскаля больше ничего не существовало».

## Реакция

### Показ и рейтинги
Премьера эпизода состоялась на канале HBO 18 мая 2025. На линейном телевидении эпизод посмотрели 701 000 зрителей, а его рейтинг составляет 0,16.

### Реакция критиков
«Цена» получил рейтинг 100% на сайте Rotten Tomatoes на основании 19 отзывов. Несколько обозревателей сочли эпизод лучшим в сезоне; многие сравнивали его с «Долгое-долгое время» по его темам, темпу и качеству. Росс Бонейм из Collider назвал его «ошеломляющим часом телевидения и, возможно, самым мощным и эмоциональным эпизодом „Одним из нас“ на сегодняшний день». Белен Эдвардс из Mashable почувствовала, что качество эпизода затмило весь остальной сезон, а Алан Сепинуолл из «Rolling Stone» назвал этот эпизод одновременно высшей точкой сезона и «отрицанием большей части всего сезона». Режиссура Дракманна получила высокую оценку; Джин Парк из «The Washington Post» назвал эпизод «отлично снятым, с отличным темпом и с отличным сценарием».
Критики похвалили химию между Паскалем и Рамзи, назвав её одним из самых сильных элементов сериала, которую Эрика Гонсалес из «Elle» назвала «достойной премии „Эмми“», а Брэди Лангманн из «Esquire» — «возможно, их лучшими выступлениями во всём сериале». Кэрин Джеймс из BBC чувствовала, что этот эпизод продемонстрировал зависимость сериала от их динамики, а Сепинуолл из «Rolling Stone» обнаружил, что «трудно не желать, чтобы шоу по-прежнему было в основном посвящено им двоим». Многие посчитали Паскаля главной звездой эпизода, похвалив его способность выразить эмоции Джоэла несколькими словами; Кэти Долл из Comic Book Resources (CBR) сочла его выступление «лушчим на сегодняшний день», а Кеннет Шепард из Kotaku положительно сравнил его сдержанную игру на гитаре с игрой Бейкера. Обозреватели были впечатлены способностью Рамзи вернуться к молодой, невинной и легковозбудимой Элли, особенно на контрасте с мрачным состоянием персонажа в предыдущем эпизоде. Сепинуолл из «Rolling Stone» похвалил способность Рамзи показать предательство Элли на её лице. Выступление Пантолиано было высоко оценено за его глубину и сдержанность, несмотря на его ограниченное время в эпизоде, а Шепард из Kotaku назвал его «одним из лучших актёрских работ в сезоне»; Далтона похвалили за то, как он одновременно показал его теплоту и твёрдость, и многие посчитали удачным выбор Далтона на роль отца Паскаля. Пантолиано был номинирован в категории «Лучший приглашённый актёр в драматическом сериале» на 5-й церемонии вручения премии «Astra TV Awards».
Ноэль Мюррей из «The New York Times» сравнил повествование с «Долгое-долгое время», но «наоборот»: в отличие от развития отношений Билла и Фрэнка, эпизод показывает ухудшение отношений Джоэла и Элли. Некоторые критики поставили под сомнение размещение эпизода в сезоне, посчитав, что он замедлил динамику повествования на фоне важных сюжетных событий. Долл из CBR посчитала, что сцены с флэшбэками «в значительной степени» были лучше, чем их версии из игры, а Парк из «The Washington Post» назвал их «возможно лучшими» в плане предложения завершения. Кэролайн Сиде из The A.V. Club сочла решение построить эпизод вокруг дней рождения Элли «блестящим структурным выбором», а Саймон Карди из IGN оценил дополнительную глубину, которую добавляет этот эпизод предыдущим сценам, таким как взаимодействие Сета и Джоэла, а также отношения Элли и Кэт. Сцены в музее — одни из любимых сцен Сиде за всё время показа сериала — были высоко оценены за их теплоту и эмоциональность, а некоторые критики оценили добавление лжи Джоэла относительно Юджина в качестве элемент повествования, хотя Шепард из Kotaku счёл такой ход худшим решением, поскольку он уклоняется от прямого обсуждения лжи Джоэла.
Долл из CBR оценил комментарий из открывающей сцены о поколенческой травме и то, что он добавил глубину образа Джоэла; и наоборот, Шепард из Kotaku счёл это неудачной попыткой смягчить персонажа и позволить зрителям посочувствовать ему. Бен Трэверс из IndieWire назвал сцену на крыльце впечатляющей из-за своего неожиданного сострадания, тогда как Джошуа Ривера из «Vanity Fair» посчитал, что это добавило путаницы в мотивы Элли. Бонейм из Collider счёл, что сочетание сцены в больнице со сценой на крыльце сделало последнюю более впечатляющей; другие сочли её поспешной, поскольку Элли узнала о действиях Джоэла и приняла их всего за несколько минут. Шепард раскритиковал сцену на крыльце, посчитав, что дополнительный диалог излишне снисходительно, грубо и неестественно раскрывал мотивы Джоэла; он высказал мнение, что плохая адаптация этой сцены испортила остальную часть истории, почувствовав, что сериал «уже провалился, не дойдя и до половины истории». Он осудил первоначальную гомофобную реакцию Джоэла на отношения Элли и Кэт, хотя Долл посчитала её реалистичной и то, что она отражала его рост как персонажа.

## Комментарии
1. ↑  В «Ищи свет» Джоэл спасает Элли от Цикад и лжёт ей, утверждая, что они не смогли найти лекарство для заражённых[6]
2. ↑  Также показана в «Днях будущего»[7]
3. ↑  Как показано в «Почувствуй её любовь»[8]